# 水槽
水槽是化学实验中常用的一种仪器，一般为圆形或者方形的大口容器，由塑料或者玻璃制成，可以盛装一定体积的水或其他液体，在多种实验中都可以使用。常用于排水集气法收集不溶于水的气体，也可以盛装冰盐水用于冷凝U型管中通过的气体，还可以用作其他实验的水源。